# Rovira-sança
Rovira-sança és un masia situada al municipi de Llobera, a la comarca catalana del Solsonès.